# 愛河里花子の生臭さラジオ
愛河里花子の生臭さラジオ（あいかわりかこのなまぐさラジオ）は、1998年10月から1999年10月にかけてラジオ日本で放送されていたラジオ番組である。

## 概要
- 1998年10月スタート。愛称は『ぐさラジ』。パーソナリティは“オヤジ”こと、声優の愛河里花子（ラジオ日本 毎週金曜27:00〜28:00）。
- 1999年4月、放送時間が1時間から30分に縮小。「ビクターm-serve情報」コーナーのみの登場だったビクターエンタテインメント・アニメーション製作部の宮井紫帆が番組アシスタントとして参加する（ラジオ日本　毎週金曜26:30〜27:00）。
- 1999年10月からはゲストとしてたびたび出演していた高橋美佳子がレギュラーメンバーとして出演。それに伴い番組名が『里花子と美佳子のぐさラジ』となり（毎週金曜24:30〜25:00）、ラジオ大阪でのネットも始まる（毎週土曜23:30〜24:00）。ラジオ日本では別番組『里花子と美佳子のぐさラジ2日目』もスタート（毎週金曜26:30〜27:00）。公式サイトでは『ぐさラジ3日目』というネットラジオも配信されていた。
- リスナーは「嗅ぎっ子」と呼ばれ、合言葉は「生臭(なまぐ)さ！」。番組で読まれた投稿者にはパーソナリティ等のサインが書かれた葉書が送られ[1]、一番面白かった投稿には“臭(しゅう)バッジ”がプレゼントされた（後期では「生臭さ流通センター」で一番面白かった投稿にプレゼント）。スポンサーからのプレゼントはあまり無く、パーソナリティーやゲスト等からの自腹が目立った上、他局のラジオ番組のパーソナリティのサイン入りグッズがプレゼントされたこともあった。
- 愛河降板後の2000年7月からは、三重野瞳のマネージャーである川口秀樹（愛称ホモタン）と高橋美佳子がMCの『ビクター生臭大放送 本気モードラジオ（ホモラジ）』と『初夜モードラジオ（シモラジ）』へと移行した。

## 出演者
- 愛河里花子
- 高橋美佳子
- 三重野瞳
- ガッタン（宮井紫帆）
- 岩田光央

## コーナー
- ふつおた&フリートーク

普通のお便りを読むコーナー。愛河の真面目な一面が見られることも。
- 生臭さニュース

先週の放送を振り返るコーナー。
- 岩田光央の「菜穂ちゃん頑張れ！」

愛河の夫・岩田光央から妻へのエールを収録したテープを流すコーナー。
- 早出し君

ビクター関連商品の早出し情報コーナー。
- CM後の一言

コーナー前のトークジングル。後期には架空の声優アイドル“いづーかまみゆ”のミニトークになる。
- ビクターm-serve情報

ビクターアニメーション制作部からのお知らせと歌。
- 今夜の私を探さないで

街で見掛けた愛河を報告するネタコーナー。
- 生臭さ実験室

身近にある生臭い物を生臭さソムリエ・愛河が嗅いで評価する。
- 生臭さ晩ご飯

身近にある生臭い物や人の臭いなどをオカズに愛河が白米を食べるコーナー。納豆工場やリスナー宅、美佳子宅での「出張生臭さ晩ご飯」も行われた。
- シンガーソングライター霊媒師・里花子

リスナーの魂の叫びを即興で歌にする。
- ゲストコーナー

声優、歌手、漫画家、雑誌編集者、声優のマネージャーや家族等が登場。
- 岩田家・夜のOKサイン

岩田家での夜の夫婦生活の合図を考える。
- 生臭さ解放同盟 → 生臭さ流通センター

女性のあそこの名前を考えるコーナー。
- ガッタンの紹介文句 → うなりコーナー

これから登場するガッタンを、虚実交えて紹介する。
- 暗黒姫

虫けら（リスナー）が姫に美しい物を報告するコーナーで、読み終えたお便りは破られてしまう。コーナーの間、愛河は何故か眠っている。
- ナース高中村のドーンといってみよう

おばあちゃん看護師がリスナーの悩みに答える。後に孫娘のナマタメハナも登場。採用者には処方箋が送られた。
- マナ姉のキュンキュンハートルーム

アニラジ界の超ベテランアイドル“マナ姉”がリスナーの悩み等に答える。
- オヤジ、ガッタンのビクター生臭さ情報

『瞳と光央の爆発ラジオ』内で短期間出張放送されていた、ぐさラジ等の宣伝コーナー。
- CDのキャッチコピー募集

愛河のCDアルバム『毒気』発売に際して、CDの帯に掲載するキャッチコピーを募集するコーナー。最優秀作が実際に採用された。
- 美佳子の新曲タイトル募集

高橋美佳子の新曲のタイトルを募集するコーナー。仮タイトルは『パクってハッピー』だった。
- 美佳子の生臭さレポート

美佳子がリスナーの考えたテーマについて調査報告するコーナー。
- なまぐさ世界征服

里花子と美佳子がアフレコ現場の様子をレポートする。
- うわぐさ

没になった投稿を救済するコーナー。

## エピソード
- 企画段階では『生き埋めラジオ』というタイトルを予定していたが、当時実際に起きた事故に配慮しタイトルが変更された。
- 番組初期にテーマパーク「ナムコワンダーエッグ」のWE2ステーションで公開録音が4回行なわれた。『宮村優子の直球で行こう!』の公録の軒下を借りるように行なわれていたが、直球の公録が終了してしまったため、ぐさラジの公録も終了してしまった。公録は後に復活し、千葉県松戸市の松戸ピアザホールで番組単独での収録が行なわれた。
- テレビ東京系の深夜番組『妄想ビーム』に、1999年7月9日放送分から岩田夫妻が司会として抜擢されたが、その放送時間はぐさラジの真裏だった。

## キャラクター
- 早出し君：情報を早出しし、果ててしまう。
- 欲しがり君：プレゼントコーナーの前に現れる、色々と欲しがる未知なる粘膜。欲し代ちゃん（声：川菜翠））という妹がいる。
- ガッタン：和歌山県出身のガタイの良い女性。肩書きは「我体王」で、オリジナルのテーマ曲が作られ愛河のCDに収録された。
- 許婚（きょこん）ズ：公開録音で選ばれたガッタンの許婚の男性達。3号までいる。
- ぐさガール：おはガールに対抗して、女性リスナーによって結成されたチーム。
- 暗黒姫：美しいものをコレクションするために宇宙からやってきた姫。決め台詞は「美しいものしか許さない！」
- ナース高中村：34歳。心の病を分析し処方箋を出す看護婦。決め台詞は「健康ですか～？」
- ナマタメハナ：高中村の孫娘。宇宙人の少女で本名は“ルー・リー”。元ネタは映画『フィフス・エレメント』のヒロイン“リー・ルー”（テレビ放映時に愛河が吹き替えを担当していた）。当初は宇宙語を話すキャラクターだったが、後にギャル風の喋り方に変わった。
- マナ姉：アニラジ界のベテランアイドル。8歳の孫がいる。
- いづーかまみゆ：清純派声優アイドル。モデルになった人物は声優の飯塚雅弓。

## テーマ曲
- SLAVE&QUEEN
- 一週間

## 主なスタッフ
- 阿部浩之（構成作家兼ディレクター。番組終期は構成作家に専念する。）
- 関口和子（ミキサー担当。愛称“セッキー”。後に阿部に代わってディレクターを担当。）
- 中村健一（愛称“ウズラン”。生臭さ実験物調達、笑い声担当。）

## 関連番組
- 瞳と光央の爆発ラジオ
- 宮村優子の直球で行こう!
  - 出演者やスタッフ等でこれらの番組との共通点がある。